# Ferrovia Napoli-Scafati-Poggiomarino
La ferrovia Napoli-Scafati-Poggiomarino (detta anche linea 14) è una ferrovia della rete Circumvesuviana, gestita dall'Ente Autonomo Volturno nel contesto del servizio ferroviario metropolitano di Napoli.
Condivide gran parte del suo tracciato con la linea Napoli-Sorrento, per poi diramare in direzione Scafati e Boscoreale. Il capolinea di Poggiomarino è a sua volta interconnesso con la linea Napoli-Sarno.

## Storia
Nel 1901 l'ingegnere Gioacchino Luigi Mellucci, con la Società Anonima per la ferrovia Napoli-Ottaviano e a
la SME, progettò la ferrovia Napoli-Pompei- Poggiomarino e l'esercizio di una linea a scartamento ridotto intorno al Vesuvio, prolungamento della preesistente Napoli-San Giuseppe Vesuviano.
I lavori iniziarono nel 1902 e la linea fu inaugurata il 28 dicembre 1904, provvisoriamente con trazione a vapore; il 22 marzo 1905 la tratta Napoli-Pompei-Poggiomarino fu elettrificata in corrente continua alla tensione di 650 V, elevata a 1000 V nel 1925 (anno in cui fu anche sostituito l'armamento e rinnovati gli impianti elettrici). L'anno successivo anche la tratta finale della linea, da Poggiomarino a Sarno, fu elettrificata
Danneggiata durante la seconda guerra mondiale e dall'eruzione del Vesuvio del 1944, la linea fu ricostruita.
Il 6 gennaio 1948 entrò in funzione il raddoppio del binario fra Ercolano e Torre Annunziata; tale opera, resasi necessaria in previsione del completamento della linea per Sorrento, richiese la ricostruzione di numerosi fabbricati viaggiatori. Contemporaneamente vennero eliminati tutti i passaggi a livello. Il raddoppio della tratta Napoli-Barra-Torre Annunziata, i cui lavori erano iniziati dopo il conflitto, fu completato negli anni sessanta e inaugurato il 28 ottobre 1969: furono costruiti complessivamente oltre 6,5 km di nuove sedi, 7 ponti ferroviari, due cavalcavia, eliminati 17 passaggi a livello e costruite 6 nuove stazioni (Barra, Santa Maria del Pozzo, San Giorgio, Cavalli di Bronzo, Portici via Salute ed Ercolano).
Nell'ambito di un piano di lavori sull'intera rete, durato dal 1968 al 1975, furono rialzate le banchine, costruite pensiline, risanata la massicciata ed esteso il blocco automatico a correnti codificate su tutte le tratte della Circumvesuviana. Entrarono inoltre in servizio nuovi elettrotreni che permisero di accantonare le elettromotrici sino ad allora in servizio; fu inoltre innalzata la tensione d'esercizio a 1500 V cc.
Il 18 dicembre 2009 la tratta da Torre Annunziata a Pompei venne raddoppiata con un percorso ex novo di 5,3 km che consentì l'eliminazione di 8 passaggi a livello e portò alla chiusura delle stazioni di Boscoreale e Boscotrecase, sostituite con due nuove stazioni sotterranee.

## Percorso
| Head station |

| Unknown route-map component "tSTRa" |

| Unknown route-map component "tBHF" |

| Unknown route-map component "tSTRe" |

|  | Unknown route-map component "ABZgl" | Unknown route-map component "CONTfq" |

| Unknown route-map component "SKRZ-Ao" |

| Stop on track |

| Unknown route-map component "CONTgq" | Unknown route-map component "KRZo" | Unknown route-map component "CONTfq" |

| Station on track |

| Station on track |

|  | Unknown route-map component "ABZgl" | Unknown route-map component "CONTfq" |

| Stop on track |

|  | Unknown route-map component "ABZg+l" | Unknown route-map component "CONTfq" |

| Station on track |

| Unknown route-map component "BS2+l" | Unknown route-map component "eBS2+r" |

| Unknown route-map component "tSTRa" | Unknown route-map component "exSTR" |

| Unknown route-map component "tHST" | Unknown route-map component "exSTR" |

| Unknown route-map component "tSTR2" | Unknown route-map component "exSTR3" |

| Unknown route-map component "exSTR+1" | Unknown route-map component "tSTR+4" |

| Unknown route-map component "exSTR" | Unknown route-map component "tSTRe" |

| Unknown route-map component "eBS2l" | Unknown route-map component "BS2r" |

| Stop on track |

| Stop on track |

| Enter and exit short tunnel |

| Unknown route-map component "uexCONTgq" | Unknown route-map component "emKRZu" | Unknown route-map component "uexCONTfq" |

|  | Unknown route-map component "eBHF" | Unknown route-map component "exKBHFa" |

|  | Straight track | Unknown route-map component "exCONT2+g" |

| Station on track |

| Stop on track |

| Station on track |

| Stop on track |

| Stop on track |

| Unknown route-map component "eHST" |

| Stop on track |

| Station on track |

| Unknown route-map component "eHST" |

| Stop on track |

| Station on track |

| 20+375 |
| 0+000  |

| Unknown route-map component "STR+l" | Unknown route-map component "ABZgr" |  |

| Unknown route-map component "SKRZ-Ao" | Unknown route-map component "SKRZ-Ao" |  |

| Unknown route-map component "dCONTgq" | One way rightward | Straight track |  | Unknown route-map component "d" |

| Unknown route-map component "STR+l" | Unknown route-map component "xABZgr" |  |

| Unknown route-map component "tSTRa" | Unknown route-map component "exSTR" |  |

| Unknown route-map component "tHST" | Unknown route-map component "exHST" |  |

| Unknown route-map component "tHST" | Unknown route-map component "exHST" |  |

| Unknown route-map component "dCONTgq" | Unknown route-map component "tKRZ" | Unknown route-map component "xKRZo" | Unknown route-map component "CONTfq" | Unknown route-map component "d" |

| Unknown route-map component "tSTRe" | Unknown route-map component "exSTR" |  |

| One way leftward | Unknown route-map component "xABZg+r" |  |

| Unknown route-map component "eHST" |

| Station on track |

| Station on track |

| Stop on track |

| Stop on track |

|  | Unknown route-map component "ABZg+l" | Unknown route-map component "CONTfq" |

| Station on track |

| Unknown route-map component "CONTgq" | One way rightward |  |

## Traffico passeggeri
La ferrovia è molto trafficata, specie nella tratta da Torre Annunziata a Napoli, anche se vi sono ottimi flussi viaggiatori anche sulla restante tratta. Importanza notevole ha anche la stazione di Pompei che si trova proprio alle spalle del Santuario della Madonna del Rosario.

## Destinazioni
Le destinazioni dei treni sono esclusivamente per Napoli e Poggiomarino, eccetto una coppia di treni per Sarno.
I tempi di percorrenza per l'intera tratta è di 57 minuti. Tutti i treni sono accelerati, ossia fermano in tutte le stazioni.